# Терновский, Эрнест Викторович
Эрнест Викторович Терновский (7 января 1971, Могилёв — 11 января 2009, Израиль) — советский и белорусский футболист, защитник.

## Биография
В юности занимался футболом в минском спортинтернате. В 1988 году выступал за дубль минского «Динамо» и провёл один матч за основную команду в Кубке Федерации — 28 августа 1988 года против «Кайрата». В 1989 году был в составе могилёвского «Днепра», но сыграл только один матч во второй лиге и две игры в Кубке СССР. Затем выступал в чемпионате Белорусской ССР среди КФК за минский СКИФ. В 1991 году вернулся в «Днепр» и стал регулярным игроком основного состава команды.
С 1992 года выступал в составе «Днепра» в высшей лиге Беларуси. В весеннем сезоне 1992 года стал серебряным призёром чемпионата и финалистом Кубка Беларуси. Летом 1993 года перешёл в другой могилёвский клуб — «Торпедо» (позднее — «Торпедо-Кадино») и провёл в его составе четыре сезона. Финалист Кубка Беларуси 1994/95. В 25-летнем возрасте завершил профессиональную карьеру.
Всего в высшей лиге Беларуси сыграл 100 матчей и забил 3 гола.
Умер в 2009 году в возрасте 38 лет.

## Достижения
- Серебряный призёр чемпионата Беларуси: 1992
- Финалист Кубка Беларуси: 1992, 1994/95